# Ліна Еско
Ліна Еско (англ. Lina Esco, нар. 14 травня 1985, м. Маямі, США) — американська акторка, модель, продюсерка, режисерка та активістка. Стала відомою в 2007 році завдяки ролі доньки Джиммі Смітса в драматичному серіалі CBS «Плантація». Також грала головну роль у серіалі «Спецназ», знімалась у фільмах «Лондон» (2005), «Королівський престол» (2010), «Літо. Однокласники. Любов» (2012) тощо.
Відома своєю участю в захисті прав жінок, зокрема, в кампанії «Звільніть сосок», яка має на меті сприяння статевій рівності та бореться з цензурою жіночих сосків. На підтримку цієї кампанії Еско в 2014 році зняла фільм «Звільніть сосок», ставши режисеркою, співпродюсеркою цього фільму та виконавицею однієї з головних ролей.

## Кар'єра

### Кар'єра акторки
Дебют Еско в кіно відбувся в 2005 році, в фільмі Гантера Річардса «Лондон». У 2006 році Ліна вперше знялась у телесеріалі, зігравши Енджі Уотсон у «Місце злочину: Нью-Йорк».
У березні 2007 року Еско приєдналася до акторського складу драматичного серіалу CBS «Плантація» (оригінальна назва «Cane»). У 2009 році вона зіграла головну роль в епізоді серіалу «До смерті красива» разом з Полою Абдул. Ліна зіграла модель нижньої білизни, яку звільнили з роботи за те, що вона публічно розповіла про історію своєї боротьби з раком молочної залози.
У комедії «LOL» 2012 року, яка вийшла в Україні під назвою «Літо. Однокласники. Любов», Ліна Еско грає другорядного персонажа на ім'я Джаніс.
Еско також знімалася в серіалі «Спецназ» з першого сезону, який вийшов 2017 року. Вона грала офіцера Крістіну «Кріс» Алонсо, яка в другому сезоні вступає в поліаморні стосунки.

### Кар'єра продюсерки та режисерки
У квітні 2010 року Еско продюсувала ролик «My Friend is…» («Мій друг — це…») — соціальну рекламу документального фільму «Бухта», відзначеного премією «Оскар», разом з оскароносним продюсером Фішером Стівенсом, який об'єднав зусилля зі знаменитостями (Дженніфер Еністон, Беном Стиллером, Робіном Вільямсом, Гейден Панеттьєр, Полом Раддом, Наомі Воттс, Кортні Кокс, Маріскою Гарґітай, Вуді Гаррельсоном, Джейсоном Мрезом, Джеймсом Гандольфіні, Джоном Легвізамо, Еваном Гендлером, Расселлом Сіммонсом, Річардом Кайндом, Річардом О'Беррі, Робом Морроу, Тамлін Томіта, Керрі Енн Інаба, Крісом Ташима та Джеймсом Кайсоном Лі), щоб привернути увагу до щорічного вбивства дельфінів у Тайцзі (Японія).
Вона також виступила режисером соціальної реклами фільму «Бухта» під назвою «Діти виступають проти полону дельфінів» у 2012 році.
Еско є режисеркою, співпродюсеркою та акторкою фільму «Звільніть сосок», який вийшов у кінотеатрах, відео та в iTunes у 2014 році.

### Інша робота
Еско знімалася в різних музичних і комерційних відео, була моделлю на фотозйомках для журналів тощо.
У 2001 році вона знялася в музичному кліпі Шинейд О'Коннор «Realous». На короткий час вона з'являється у кліпі Мобі на пісню «South Side» за участі Гвен Стефані. Еско також брала участь у музичному кліпі «Halos» на пісню «Amalgam» у 2010 році.
Ліна знімалася в серії рекламних роликів бренду «Axe», в тому числі з Ніком Лаше в 2007 році. Вона брала участь у рекламі ювелірної колекції «Louis Vuitton» на весну/літо 2011 року, в рекламній кампанії 2011 року «Джентльмени, це горілка» нідерландського алкогольного бренду «Ketel One» (режисер — номінант на «Оскар» Девід Рассел), а також у телевізійній рекламі колекції жіночого одягу Національної футбольної ліги 2013 року.
У 2017 році Еско брала участь у передачі мережі «Audience» «Midnight Snack on Fullscreen».

## Активізм
Протягом свого життя Еско підтримувала багато фондів та організацій, брала активну участь у двох кампаніях — «Проект „Дельфін“» і «Звільніть сосок».
«Проект „Дельфін“», який отримав значну підтримку з боку багатьох знаменитостей, є організацією, очолюваною Ріком О'Беррі, та має на меті запобігти забою та експлуатації дельфінів. 9 вересня 2009 року Еско провела приватний показ фільму («Бухта») в Нью-Йорку разом із Расселлом Сіммонсом та Фішером Стівенсом для привернення уваги до фільму.
Еско найбільш відома своєю участю в захисті прав жінок та в кампанії «Звільніть сосок». Ця кампанія, як зазначає Ліна, має сприяти статевій рівності. Вона привернула увагу численних знаменитостей, у тому числі Кортні Лав та Майлі Сайрус, яка записала пісню для саундтреку до фільму «Звільніть сосок».
У грудні 2018 року Еско розпочала кампанію за скасування засудження за вбивство Синтії Браун.

## Фільмографія

### Актриса
| Рік  | Українська назва            | Оригінальна назва            | Роль                   | Примітки                                                              |
| ---- | --------------------------- | ---------------------------- | ---------------------- | --------------------------------------------------------------------- |
| 2005 | «Лондон»                    | London                       | Келлі                  |                                                                       |
| 2008 | «Вечірня подорож»           | The Evening Journey          | Марла                  | Короткометражка                                                       |
| 2010 | «Королівський престол»      | Kingshighway                 | Лена Капріоліні        |                                                                       |
| 2010 | «15 хвилин»                 | 15 Minutes                   |                        | Телефільм                                                             |
| 2011 | «Де дорога зустрічає сонце» | Where the Road Meets the Sun | Наташа                 |                                                                       |
| 2011 | «Низька Точність»           | Low Fidelity                 | Мелена                 |                                                                       |
| 2012 | «Літо. Однокласники. Любов» | LOL                          | Джаніс                 |                                                                       |
| 2014 | «Звільніть сосок»           | Free the Nipple              | Віс                    | Робоча назва «Girlrillaz», також режисерка, продюсерка та сценаристка |
| 2014 |                             | Open                         | Джина                  | Телефільм                                                             |
| 2015 | «Стратегія відступу»        | Exit Strategy                | Міа Гендрікс           | Телефільм                                                             |
| 2016 | «Казковий пил»              | Fairy Dust                   | Лорна                  | Короткометражка                                                       |
| 2016 | «Самотній кит»              | The Lonely Whale             | Непомітний спостерігач | Короткометражка                                                       |
| 2018 | «Я не можу бути з тобою»    | Can't Have You               | Ліберті / Джулі        |                                                                       |
| 2019 |                             | Full-Dress                   | Кейсі                  |                                                                       |
| 2021 | «Двері»                     | Doors                        | Бекі                   |                                                                       |
| 2026 | «The RIP»                   | The RIP                      | капітан Джекі Велез    |                                                                       |

| Рік       | Українська назва          | Оригінальна назва              | Роль                   | Примітки                                    |
| --------- | ------------------------- | ------------------------------ | ---------------------- | ------------------------------------------- |
| 2006      | «Місце злочину: Нью-Йорк» | CSI: NY                        | Енджі Уотсон           | 2-й сезон, 18-й епізод («Live or Let Die»)  |
| 2007      | «Плантація»               | Cane                           | Кети Вега              | 13 епізодів                                 |
| 2008      | «Герої: доля»             | Heroes: Destiny                | Еліза                  | 4 епізоди                                   |
| 2009      | «До смерті красива»       | Drop Dead Diva                 | Ліна Мартінез          | 1-й сезон, 13-й епізод («Grayson Anatomy»)  |
| 2009      | «CSI: Місце злочину»      | CSI: Crime Scene Investigation | Анжела Полсон          | 10-й сезон, 6-й епізод («Death and Maiden») |
| 2016      | «З чистого аркуша»        | Flaked                         | Кара                   | 7 епізодів                                  |
| 2016      | «Королівство»             | Kingdom                        | Ава Флорес             | 8 епізодів                                  |
| 2017—2022 | «Спецназ»                 | S.W.A.T.                       | Крістіна «Кріс» Алонсо | Головна роль                                |

### Продюсерка
| Рік  | Українська назва  | Оригінальна назва | Примітки                                                         |
| ---- | ----------------- | ----------------- | ---------------------------------------------------------------- |
| 2010 | «Мій друг — це…»  | My Friend is...   | Короткометражка, присвячена фільму «Бухта»                       |
| 2014 | «Звільніть сосок» | Free the Nipple   | Робоча назва «Girlrillaz», також акторка, режисерка та сценарист |